# Inundació de 2000 a Moçambic
La inundació de 2000 a Moçambic va ser una catàstrofe natural que va tenir lloc entre febrer i març de 2000. La inundació catastròfica va ser causada per les fortes pluges que va durar cinc setmanes i van deixar moltes persones sense llar. Aproximadament 700 persones van morir, 1.400 km² de terres de cultiu es van veure afectades i es van perdre 20.000 caps de bestiar. Va ser la pitjor inundació a Moçambic en cinquanta anys.
Es va iniciar a Sud-àfrica quan la intensa pluja va sobreeixir cap a Moçambic. Això va causar desenes de morts, 44.000 persones es van quedar sense llar i moltes d'elles van perdre familiars. Més tard hi arribà el cicló Eline i va destruir moltes més llars i vides. La gent va córrer per aixoplugar-se a les terres altes. Vuit cents persones i milers de caps de bestiar van morir. El govern va distribuir 15 milions de dòlars als seus ciutadans per pal·liar els danys materials i pèrdua d'ingressos. Fins i tot ara, el 2016, hi ha persones que segueixen vivint en refugis amb fluctuació dels subministraments d'aigua.

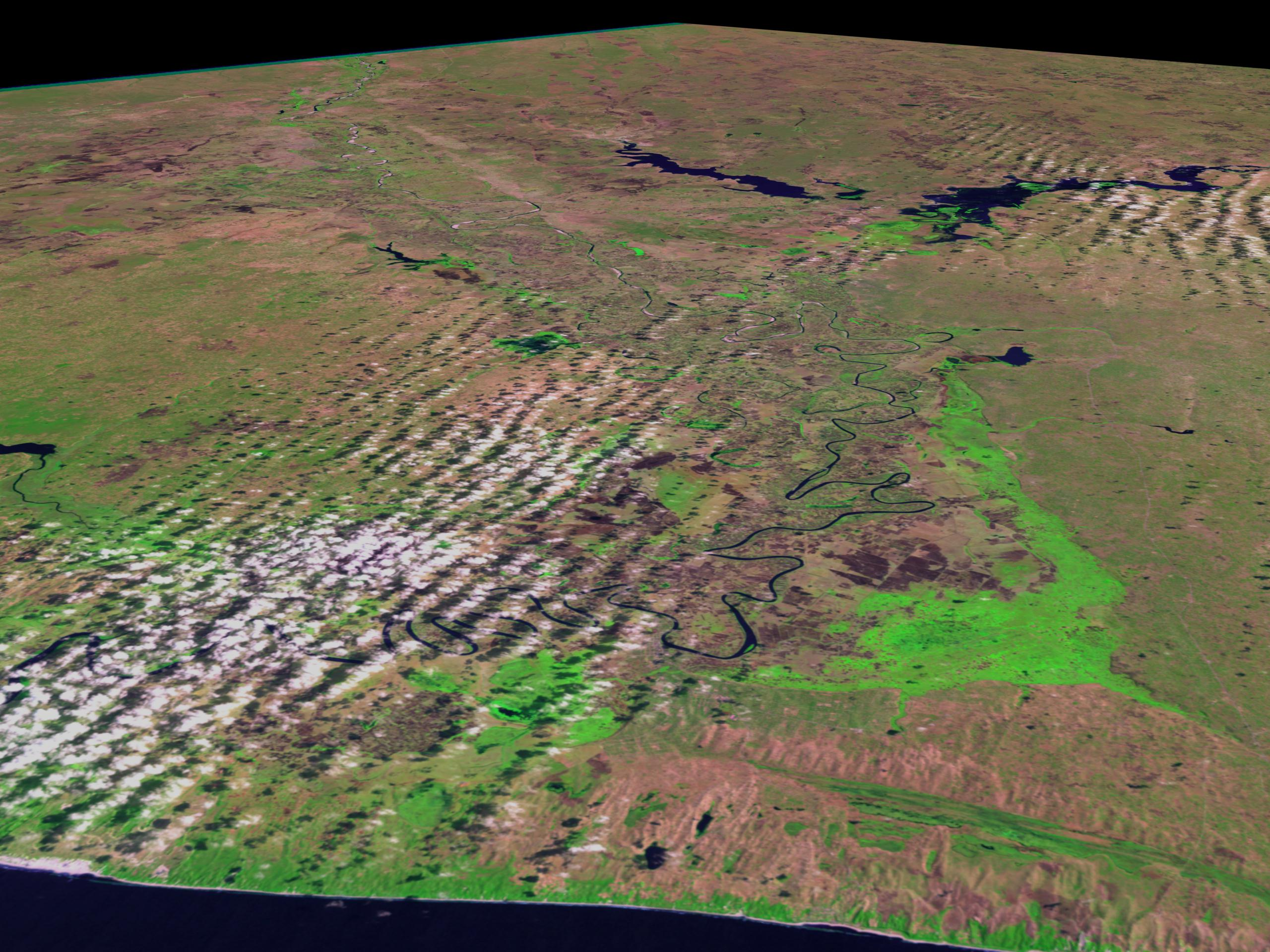
Inundacions del Limpopo el 1999

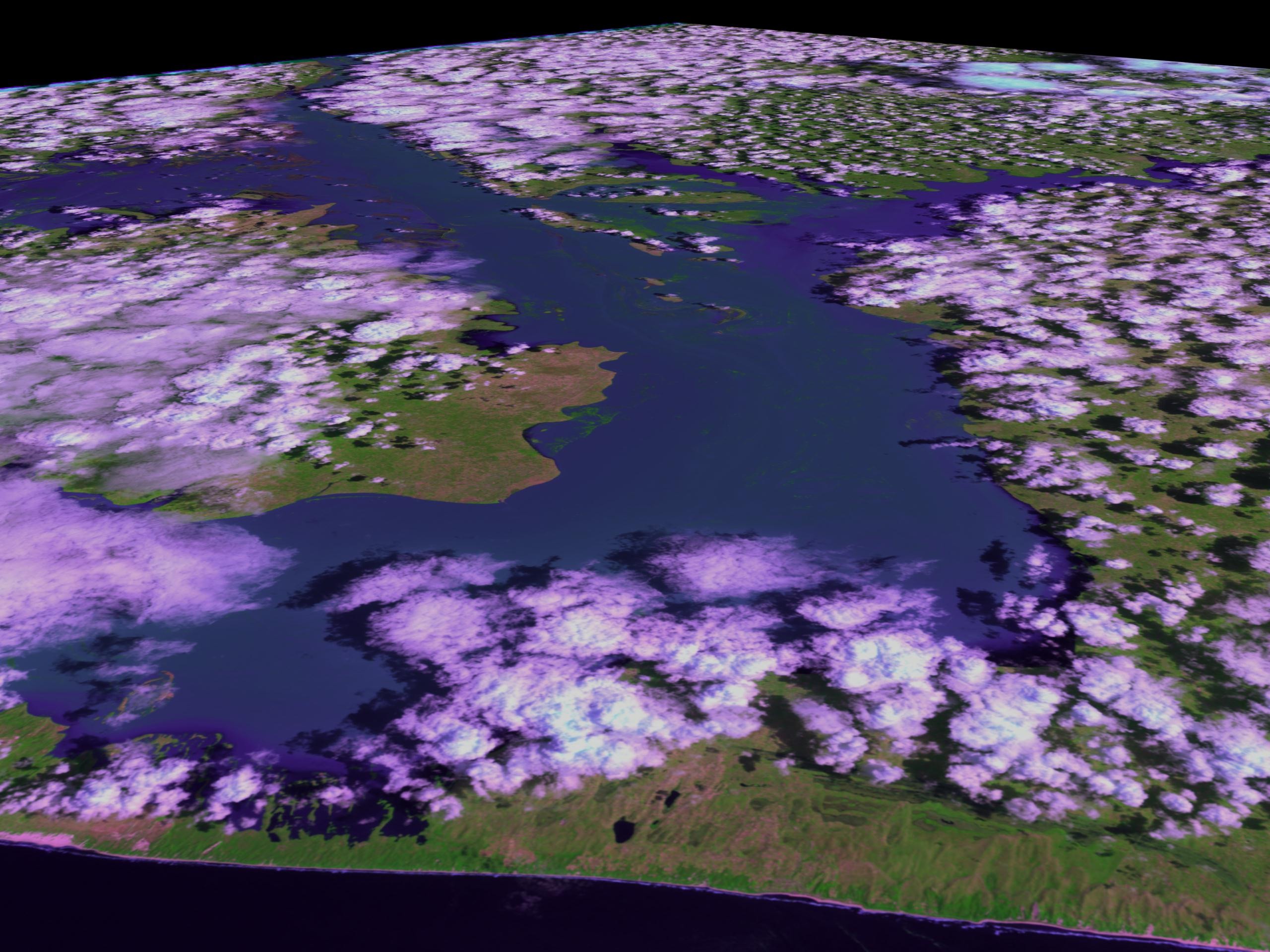
Inundació del Limpopo el març de 2000

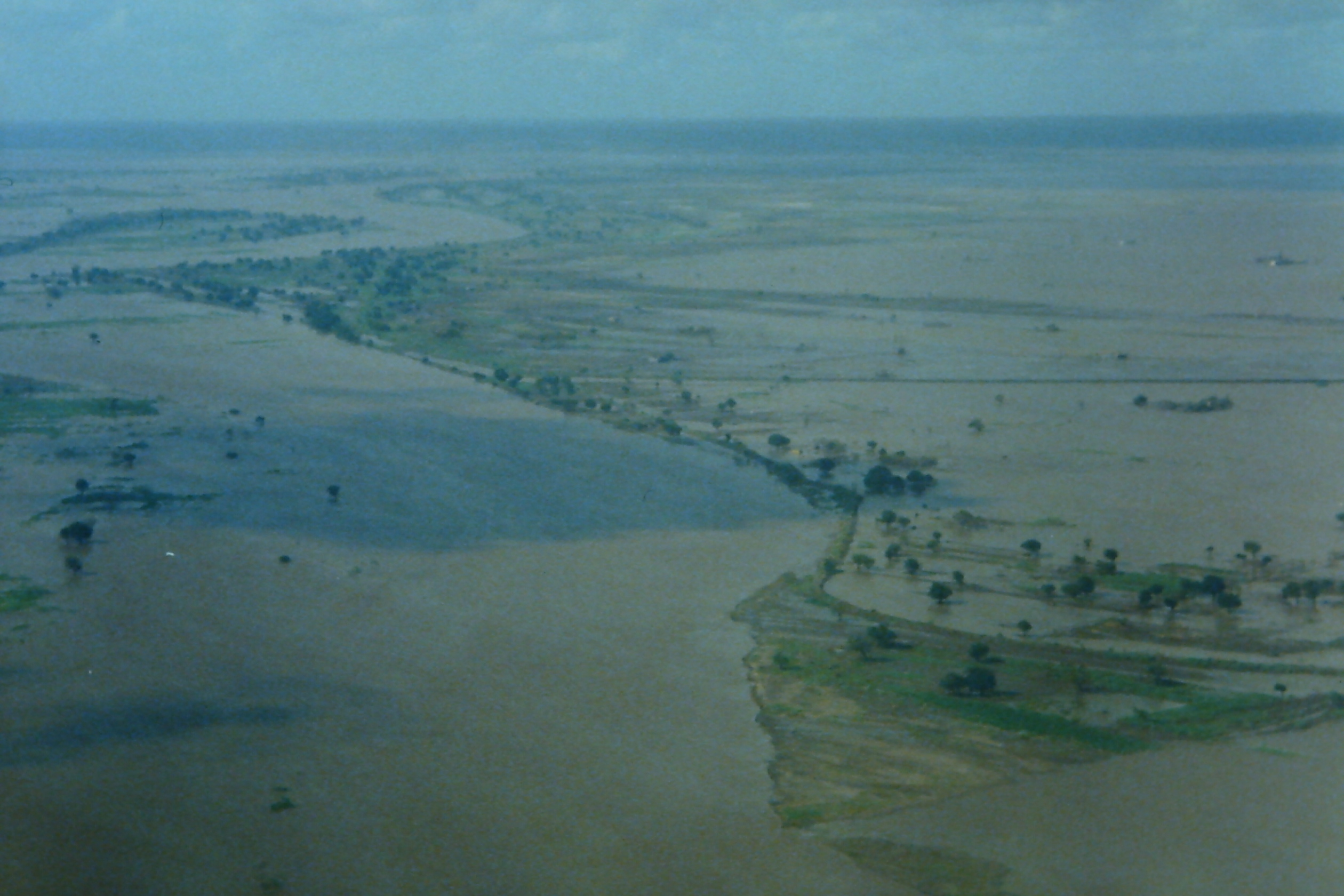
Limpopo inundat

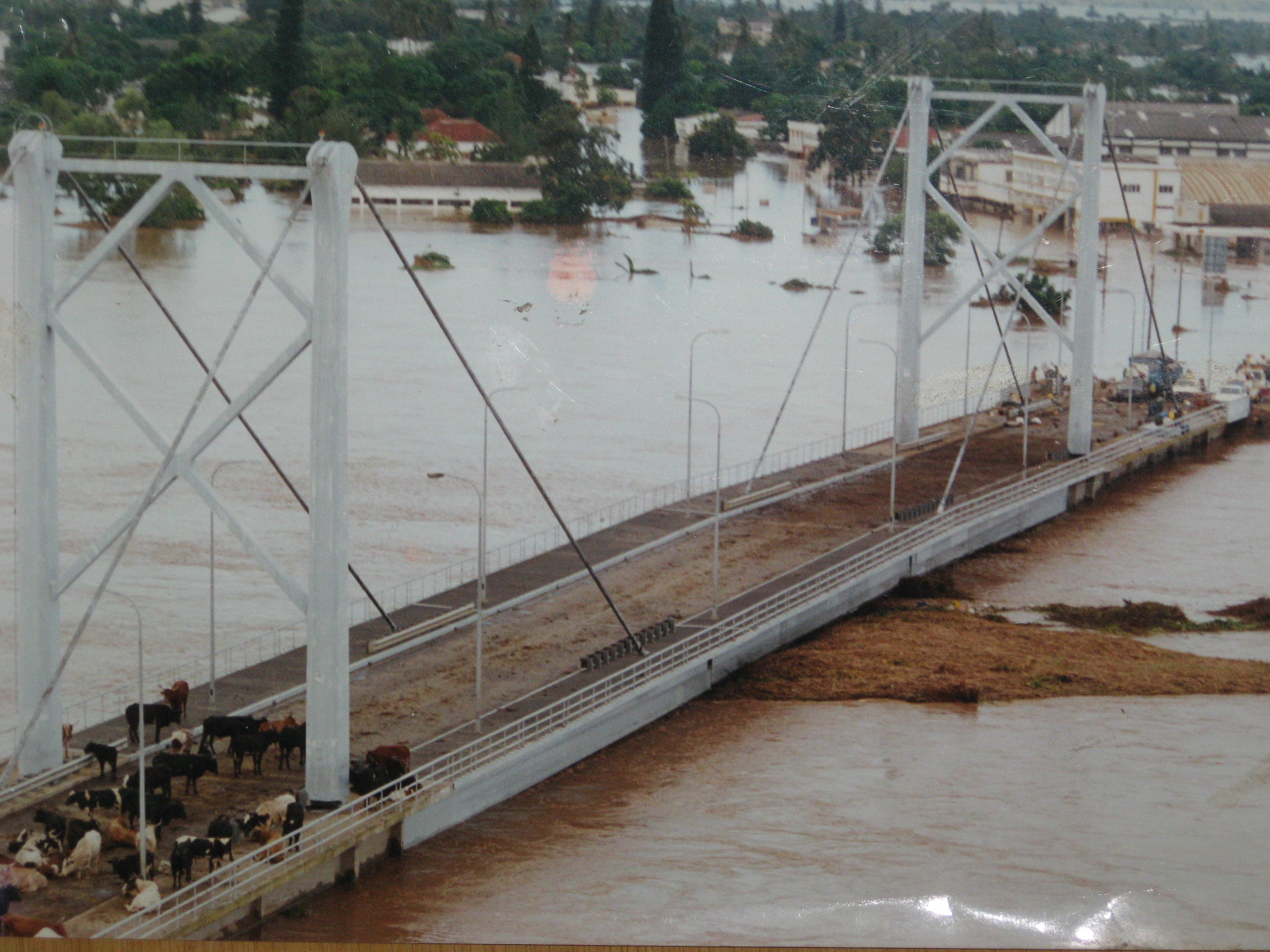
El Pont Samora Machel a Xai Xai durant la inundació

## Història meteorològica
L'octubre i novembre de 1999 les fortes pluges afectaren Moçambic, seguides d'un nou període de fortes pluges el gener de 2000. A final de gener de 2000 els rius Incomati, Umbeluzi i Limpopo van desbordar i inundar porcions de la capital Maputo. A Chókwè el riu Limpopo River va assolir un nivell de sis metre el 24 de gener, dos vegades el seu nivell normal. Algunes àrees van rebre les precipitacions d'un any en dues setmanes i causar les inundacions pitjors que han afectat la nació des de 1951.
L'aigua començava a retrocedir a final de febrer quan el cicló Eline va tocar terra. Eline era un cicló tropical de llarg durada que es va tenir prop de Beira el moment de major intensitat el 22 de febrer. A final de febrer de 2000 la situació era considerada el pitjor desastre natural del país en un segle.

## Impacte
A final de gener, la catàstrofe ja havia causat brots de malària i diarrea. A més, va pertorbar el subministrament d'aigua i cobrir les carreteres. La principal carretera nord-sud va ser tallada en tres llocs. Unes 220.000 persones van ser desplaçades, i ja abans l'arribada d'Eline havien mort 150 persones.
Els efectes combinats de l'aiguat i d'Eline deixaren unes 463.000 persones desplaçades o sense llar, inclosos 180.000 nens de menys de cinc anys i al voltant de 700 morts, la meitat d'ells a Chokwe. amb uns danys estimats de $500 milions (2.000 USD). Es va destruir la major part del progrés econòmic que Moçambic havia realitzat durant la dècada dels anys 1990 després de la fi de la guerra civil.

## Ajuda internacional i rescat
Abans de l'arribada d'Eline, el govern de Moçambic va fer una crida d'assistència a la comunitat internacional, i els països estaven començant a proporcionar ajuts. L'aleshores president de Moçambic, Joaquim Chissano, va demanar ajuda addicional després de l'arribada de l'Eline, i va sol·licitar $65 milions per reconstrucció i ajuda d'emergència. Posteriorment va incrementar la sol·licitud a $160 milions. Pel 17 de març alguns països havien compromès $119 milions. Pel 4 de març hi van arribar 39,6 tones de bens i material divers, que gairebé van omplir el petit aeroport de Maputo.
El govern dels Països Baixos va donar cinc milions de florins ($2,2 milions de dòlars), després que prèviament havia donat al voltant de dos milions de florins ($871.000 USD). El govern italià va destinar ₤10.000 milions de lires (2000 ITL) la meitat per a l'assistència d'emergència immediata, i Dinamarca va comprometre €2.68 milions d'euros. Suècia hi envià kr10 milions (2000 SEK) i Irlanda €507,000 euros al Programa Mundial d'Aliments. Portugal va lliurar 40 tones d'aliments, medicines, tendes de campanya, i conserves, i la Creu Roja Espanyola hi envià dos vols d'ajuda. Canadà va enviar uns $11.6 milions CAD), mentre que els Estats Units proporcionaren $7 milions en aliments a través de la seva Agència pel Desenvolupament Internacional, com a part de la seva contribució de $50 milions.
L'Oficina de l'Ajuda Humanitària de la Comunitat Europea proporcionà €25 milions al març. Botswana va donar P23 milions de pula (BWP, $5 milions USD), i Maurici proporcionà uns $100,000 (USD). Ghana envià $100,000 en aliments i roba. Austràlia també proporcionà $1 milió, i Aràbia Saudita envià dos avions amb ajuda humanitària. Concern Worldwide va assignar $650,000 (USD) al febrer. Metges Sense Fronteres envià un equip de cinc persones a Búzi. La Fundació Bill i Melinda Gates envià $350,000 a CARE al març. Mitjançant Jubilee 2000, les nacions més riques posposen els pagaments de deute durant un any. El Regne Unit va cancel·lar el seu deute de $150 milions a final de febrer, i Itàlia els seus $500 milions de deute al març.
El govern de Moçambic utilitzà vaixells per evacuar els residents fora de les zones d'inundació, i va crear 121 camps per evacuats. Tanmateix el país tenia una capacitat limitada per a rescats a causa de la insuficiència d'helicòpters. Sud-àfrica va enviar una flota de dotze avions i helicòpters per operar les missions de recerca i rescat, així com aliments per paracaigudes. Van ser assistits per dos helicòpters de Malawi, sis del Regne Unit, i deu d'Alemanya. Pel 7 de març la flota de 29 helicòpters havia rescatat 14.204 persones. Les aigües residuals van contribuir al sorgiment de brots de malària i còlera, amb infeccions de malària quatre vegades superior a la taxa habitual que van matar almenys onze persones. Les àrees al sud de Moçambic també van perdre l'accés a l'aigua potable, una altra causa deshidratació i malalties. A més, el Servei de les Nacions Unides d'Activitats relatives a les Mines expressà la seva preocupació que l'aiguat canviés les ubicacions de les mines terrestres sobrants de la guerra civil. Més tard, les restes del cicló Glòria van dificultar els trebals d'ajuda a causa de les fortes pluges. Quan a principi de març les aigües van retrocedir, els residents van començar a tornar a casa.